# Blunderbuss (álbum)
Blunderbuss es el primer álbum en solitario de Jack White, lanzado el 23 de abril de 2012 bajo el propio sello de White (Third Man Records), en colaboración con XL REcordings y Columbia Records. Se editó en MP3, CD y vinilo. White había compuesto, grabado y producido en 2011 todos los temas del álbum, que debutó en el número 1 de la lista Billboard 200 y vendió 138.000 copias en su primera semana.

## Creación y publicación

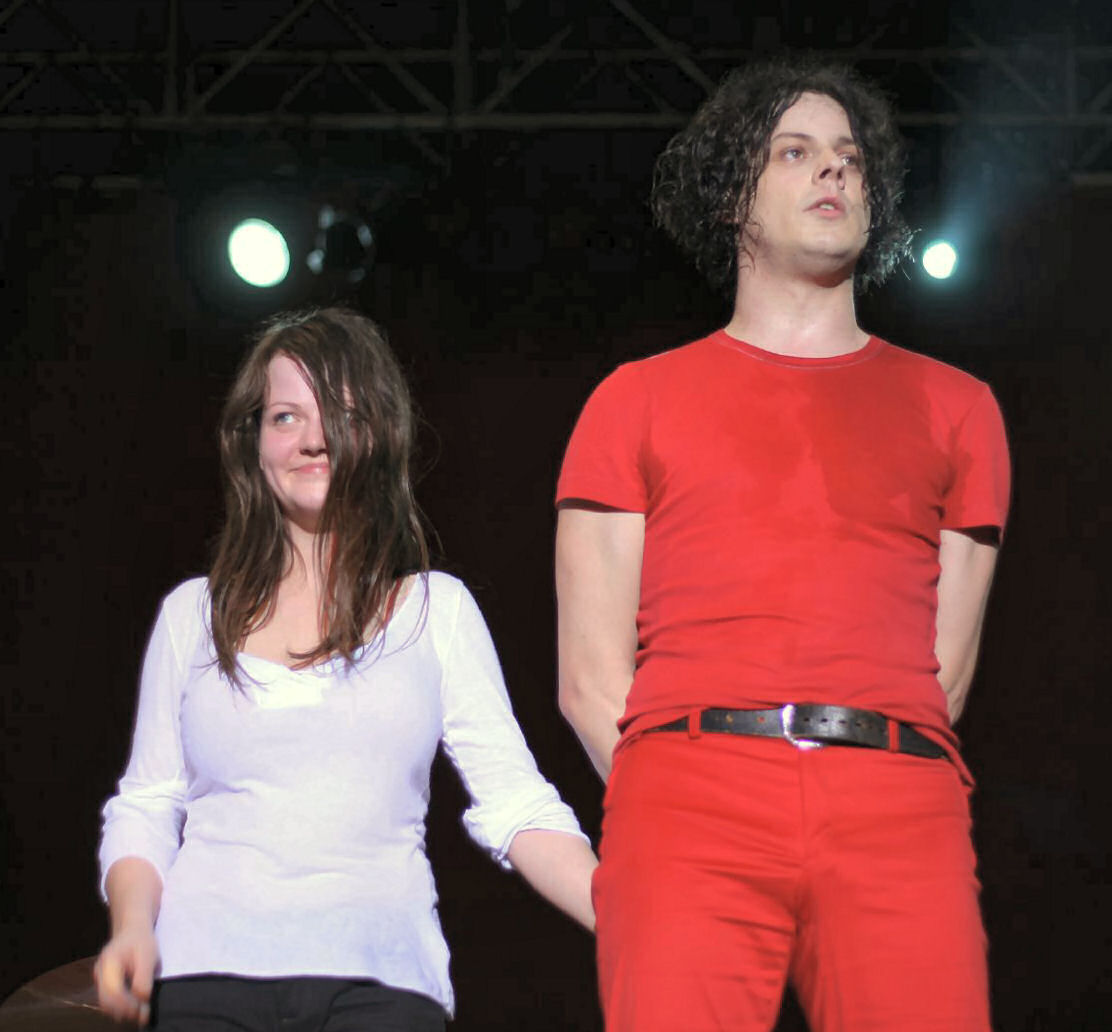
Jack fue miembro del dúo The White Stripes (en la foto, con su compañera de banda Meg White) antes de la producción de Blunderbuss

Después de la disolución de The White Stripes, White comenzó a grabar en solitario un álbum de estudio durante la segunda mitad de 2011. Tocó una gran parte de los instrumentos él mismo, aunque contó con varios músicos invitados con los que se crearon los temas. "Love Interruption", "Sixteen Saltines" y "Freedom at 21" serían los tres sencillos lanzados antes de que apareciera el álbum el 20 de abril de 2012. Ya el 16 de abril, Third Man Records hizo que el álbum estuviera disponible para ser escuchado gratuitamente en iTunes, aunque no se podía descargar.

## Lista de títulos
1. Missing Pieces – 3:27
2. Sixteen Saltines – 2:37
3. Freedom At 21 – 2:51
4. Love Interruption – 2:38
5. Blunderbuss – 3:06
6. Hypocritical Kiss – 2:50
7. Weep Themselves To Sleep – 4:19
8. I'm Shakin'  – 3:00
9. Trash Tongue Talker – 3:20
10. Hip (Eponymous) Poor Boy – 3:03
11. I Guess I Should Go To Sleep – 2:37
12. On And On And On – 3:55
13. Take Me With You When You Go – 4:10

## Clasificación en listas
| Lista (2012)                        | Mejor posición |
| ----------------------------------- | -------------- |
| Australia (ARIA)                    | 2              |
| Austria (Ö3 Austria)                | 2              |
| Bélgica (Ultratop Flandes)          | 1              |
| Bélgica (Ultratop Valonia)          | 12             |
| Canadá (Billboard)                  | 1              |
| Dinamarca (Hitlisten)               | 3              |
| Países Bajos (MegaCharts)           | 4              |
| Finlandia (Suomen virallinen lista) | 13             |
| Francia (SNEP)                      | 5              |
| Grecia (IFPI)                       | 26             |
| Alemania (Offizielle Top 100)       | 3              |
| Irlanda (IRMA)                      | 2              |
| Italia (FIMI)                       | 11             |
| Japón (Oricon)                      | 13             |
| Nueva Zelanda (RMNZ)                | 2              |
| Noruega (VG-lista)                  | 2              |
| Polonia (ZPAV)                      | 7              |
| Portugal (AFP)                      | 8              |
| España (PROMUSICAE)                 | 25             |
| Suecia (Sverigetopplistan)          | 20             |
| Suiza (Swiss Hitparade)             | 1              |
| Reino Unido (OCC)                   | 1              |
| Estados Unidos Billboard 200        | 1              |
| Estados Unidos (Top Rock Albums)    | 1              |

En Suiza, la parte flamenca de Bélgica, los Estados Unidos y Reino Unido, el álbum alcanzó el número 1 en las respectivas listas. Llegó al segundo lugar en Noruega, Australia y Nueva Zelanda, y el tercero en Alemania, Austria y Dinamarca. Hubo otras diez primeras ubicaciones en Países Bajosn, Francia y Portugal. El álbum también llegó a las listas de éxitos en Italia, la parte valona de Bélgica, y España, pero no llegó a estar entre los diez primeros.

## Recepción
Jakob Biazza, de la revista Focus, dijo del álbum: "Tiene un sonido como el de los Stones, con una música sin concesiones: cruda, excepto por lo esencial (a veces casi existencial), el esqueleto musical demacrado, pero ajustado correctamente a momentos de fuerza sublime y de deseo espeluznante. [...] Apenas hay florituras. Cuando un instrumento entra en acción, tiene un espacio absoluto, un significado incondicional.  "I'm Shakin", el tema compuesto por Rudy Toomb, contiene uno de los inimitables riffs de distorsión crujiente de White: lo que llegó al álbum también lo necesitaba. Si faltara, dejaría un hueco evidente. Es gran cine en una sala pequeña".
Edo Reents, columnista del periódico Frankfurter Allgemeine Zeitung escribió: "Blunderbuss es solo parcialmente un gran disco. Con demasiada claridad se puede escuchar la voluntad de volver a dar vida al rock'n'roll y disgregarlo en sus componentes. Jack White hace esto con tal determinación que al principio no sabes qué decir ni qué admirar más: ¿el virtuosismo con el que se entrega a todos los subgéneros, ya sea country, blues o incluso heavy metal, y que es más que mera destreza; o el hecho de que hace algo así para pasar el tiempo?"
Por su parte, Michael Schuh de "laut.de" otorgó al disco cuatro de cinco estrellas. Sobre todo, elogió la creatividad de Jack White, afirmando que el disco suena como un álbum folclórico de versiones de canciones de White Stripes.
El disco recibió el Premio Grammy al mejor álbum rock en 2013, compartido con Coldplay, Muse y Bruce Springsteen.